# Ville napoleoniche di Portoferraio

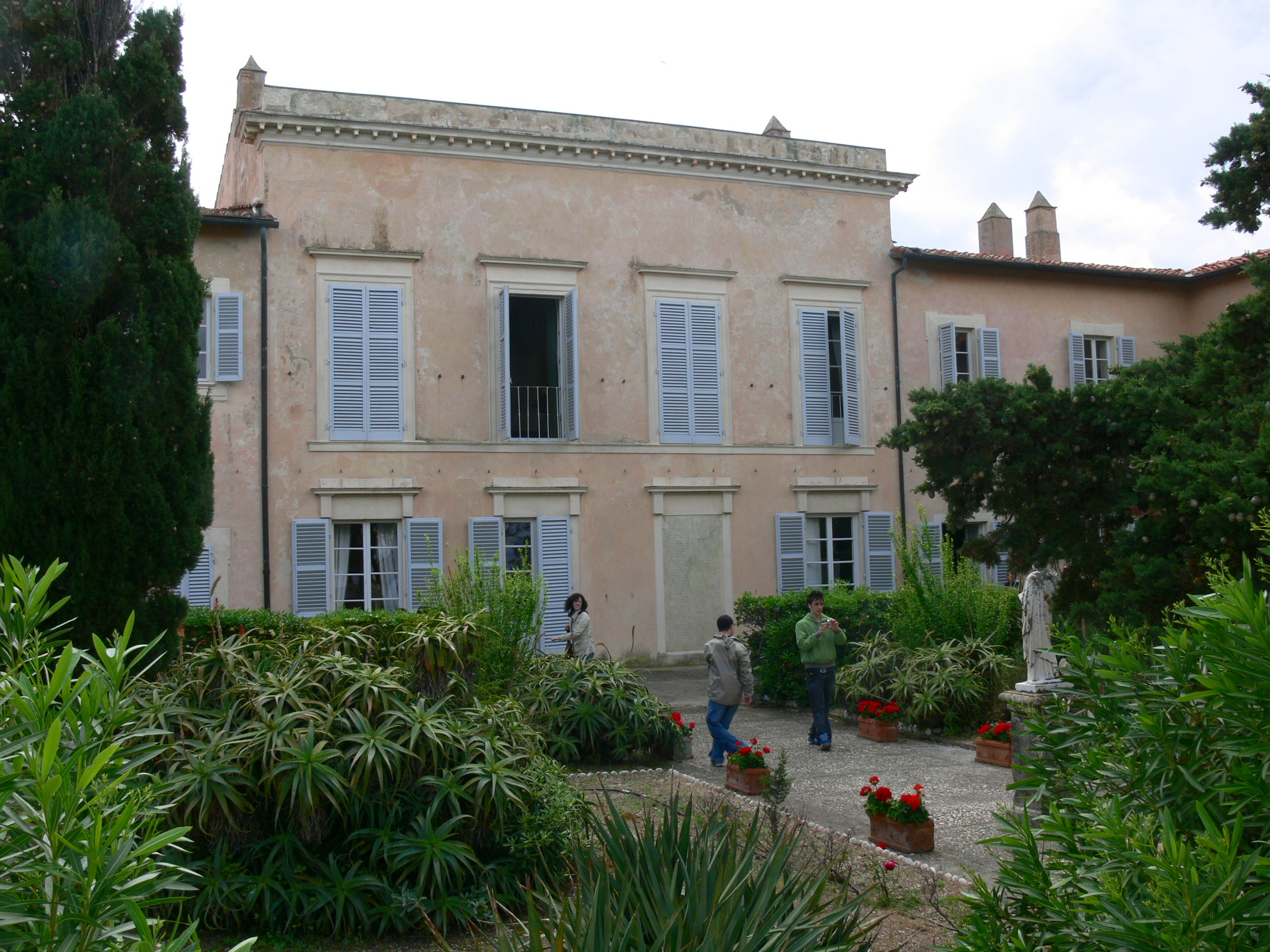
Villa dei Mulini

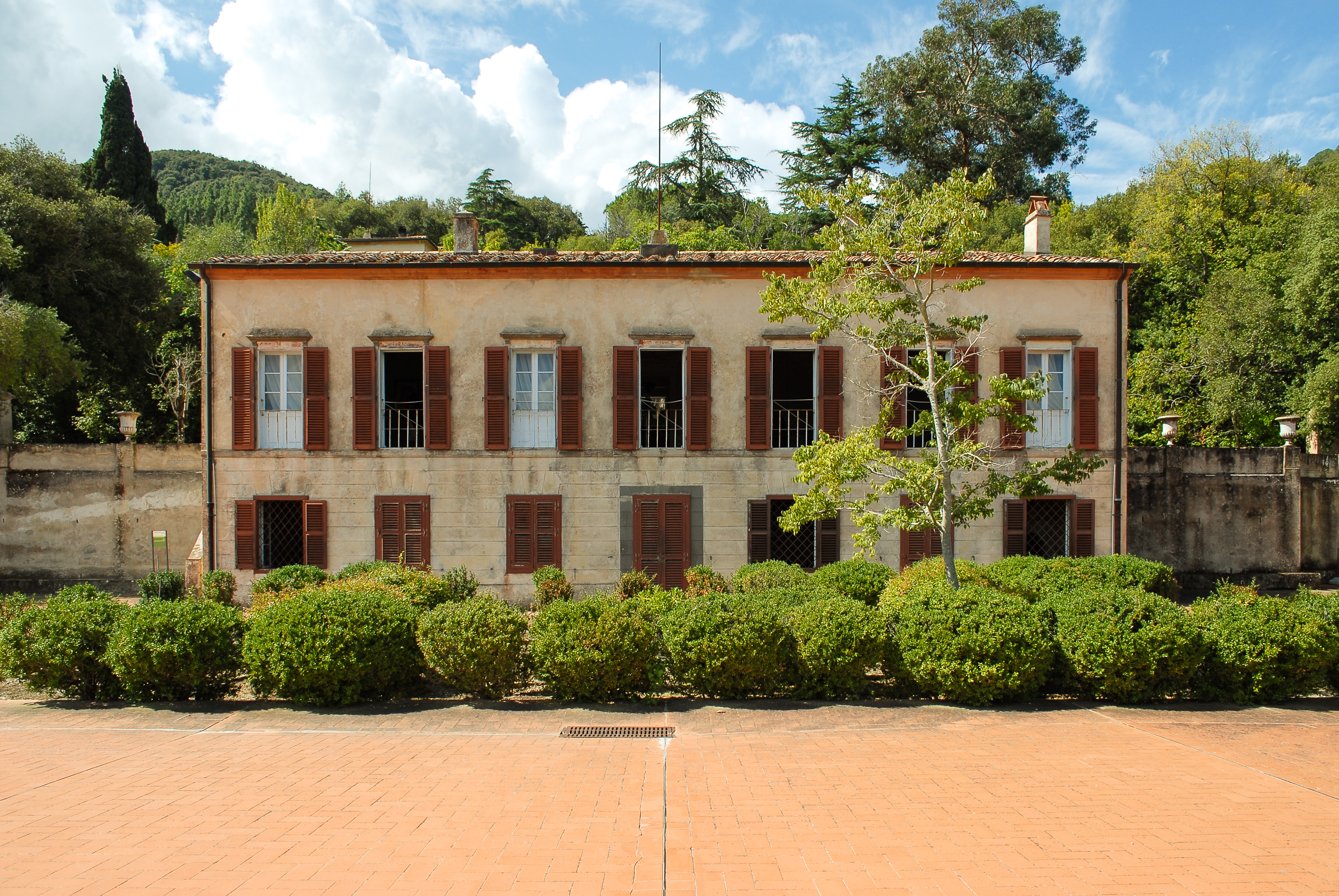
Villa San Martino

A Portoferraio esistono almeno due ville napoleoniche, oltre ad alcune residenze periodicamente abitate dall'imperatore.

## Storia e descrizione
Napoleone Bonaparte fu esiliato sull'Isola d'Elba dal 1814 al 1815. A Portoferraio, la cittadina che scelse come capoluogo, egli possedeva due residenze principali: la Palazzina dei Mulini e la Villa di San Martino, rispettivamente la residenza pubblica e quella privata dell'Imperatore in esilio.
Altre residenze in tutta l'isola vennero inoltre periodicamente abitate: a Portolongone, a Rio Marina e nel Romitorio della Madonna del Monte a Marciana.
All'Elba Napoleone ricostruì in piccolo l'apparato tecnico-burocratico con il quale aveva costruito l'Impero. Ebbe però numerose limitazioni, soprattutto a causa degli ostacoli continuamente posti da Luigi XVIII di Francia, che si rifiutò di rilasciargli la provvisione prevista dal trattato di Fontainebleau, dovendo quindi contare solo sulle risorse locali e sulla tassazione delle comunità dell'isola.
Oltre alle dimore oggi restano quali tracce della presenza dell'imperatore sull'isola strade, le fortificazioni restaurate e una scuola d'arte. Le due regge di Portoferraio simboleggiano rispettivamente la vita pubblica e la vita privata dell'imperatore.

## Altre opere di Napoleone all'Elba
All'Elba l'imperatore sviluppò l'idea dello Stato attraverso un piano programmatico, sebbene spesso confuso da scritti encomiastici o denigrativi stratificati. In un arco di tempo limitato l'imperatore riuscì a organizzare all'Elba l'applicazione di questo piano, che deve soprattutto trasparire dalla qualità dell'amministrazione data dalla preparazione dei suoi funzionari.
Napoleone ricompose all'Elba, anche se in forma necessariamente ridotta, l'apparato burocratico e tecnico che lo aveva aiutato a costruire l'Impero. Ogni programma ideato o seguito sull'isola partiva da ordine delle autorità sovrane. Tuttavia la volontà di Napoleone venne soffocata dalle continue difficoltà di bilancio causate dalle inadempienze del Re di Francia che seguì la provvigione stanziata dal Trattato di Fontainebleau. Napoleone dovette quindi contare sulle risorse locali: proventi delle miniere, saline, tonnare, e sulle tasse rastrellate nelle comunità elbane.
Nella maggior parte dei casi rimangono realizzazioni non completate, ma intenti progettuali come per le strade, la Sanità, le acque, il sistema portuale, analoghi a quelli del periodo dell'impero. Rimangono tuttavia alcuni punti fermi nella esecuzione del programma napoleonico: la fondazione di una scuola d'arte, l'aggiornamento del sistema fortificato, ma soprattutto le residenze che ancora oggi testimoniano con la maggior rappresentatività il suo soggiorno nell'isola.
È tuttavia fuori luogo pensare che le sedi imperiali all'Elba siano confrontabili con quelle di Parigi. Così il visitatore che si avvicina a questi luoghi trova modo di misurare le limitazioni delle disponibilità dello Stato e del Sovrano che spesso si intrecciano e si sovrappongono, e apprezzare contemporaneamente l'efficienza delle realizzazioni e l'eleganza di certe soluzioni tecniche e formali.